# 6216 San Jose
6216 San Jose eller 1975 SJ är en asteroid i huvudbältet som upptäcktes den 30 september 1975 av den amerikanska astronomen Schelte J. Bus vid Palomar-observatoriet. Den är uppkallad efter den amerikanska staden San Jose.
Asteroiden har en diameter på ungefär 8 kilometer.